# Liste der Kulturdenkmale in Aichhalden
In der Liste der Kulturdenkmale in Aichhalden sind alle Bau- und Kunstdenkmale der Gemeinde Aichhalden und ihrer Teilorte verzeichnet, die im „Verzeichnis der unbeweglichen Bau- und Kunstdenkmale und der zu prüfenden Objekte“ des Landesamts für Denkmalpflege Baden-Württemberg verzeichnet sind.
Diese Liste ist nicht rechtsverbindlich. Eine rechtsverbindliche Auskunft ist lediglich auf Anfrage bei der Unteren Denkmalschutzbehörde des Landkreises Rottweil erhältlich.

## Allgemein
- Bild: Zeigt ein ausgewähltes Bild aus Commons, „Weitere Bilder“ verweist auf die Bilder im Medienarchiv Wikimedia Commons.
- Bezeichnung: Nennt den Namen, die Bezeichnung oder die Art des Kulturdenkmals.
- Lage: Straßenname und Hausnummer oder Flurstücknummer des Kulturdenkmals, gegebenenfalls auch den Ortsteil. Die Grundsortierung der Liste erfolgt nach dieser Adresse. Der Link (Karte) führt zu verschiedenen Kartendiensten mit der Position des Kulturdenkmals. Fehlt dieser Link, wurden die Koordinaten noch nicht eingetragen. Sind diese bekannt, können sie über ein Tool mit einer Kartenansicht einfach nachgetragen werden. In dieser Kartenansicht sind Kulturdenkmale ohne Koordinaten mit einem roten bzw. orangen Marker dargestellt und können durch Verschieben auf die richtige Position in der Karte mit Koordinaten versehen werden. Kulturdenkmale ohne Bild sind an einem blauen bzw. roten Marker erkennbar.
- Datierung: Baubeginn, Fertigstellung, Datum der Erstnennung oder grobe zeitliche Einordnung entsprechend des Eintrags in der zuständigen Denkmaldatenbank (Landesamt für Denkmalpflege Baden-Württemberg).
- Beschreibung: Kurzcharakteristik des Kulturdenkmals.

## Aichhalden
| Bild | Bezeichnung                    | Lage                                     | Datierung               | Beschreibung | ID |
| ---- | ------------------------------ | ---------------------------------------- | ----------------------- | ------------ | -- |
|      | Wegkreuz                       | Aichhalden, Bräuhausweg                  | 1910                    |              |    |
|      | Quergeteiltes Einhaus          | Aichhalden, Bruck 3 (Karte)              | 18./19. Jh.             |              | BW |
|      | Doppelgehöft                   | Aichhalden, Bühlen 1 (Karte)             | 18. Jh.                 |              | BW |
|      | Wegkreuz                       | Aichhalden, bei Bühlen 7                 | 1889                    |              |    |
|      | Wegkreuz                       | Aichhalden, bei Eselbach 1               | 1913                    |              |    |
|      | Wegkreuz                       | Aichhalden, bei Eselbach 10              | 1882                    |              |    |
|      | Wegkreuz                       | Aichhalden, bei Hauptstraße 41           | 1881                    |              |    |
|      | Wegkreuz                       | Aichhalden, Höhenkreuzweg                | 1900                    |              |    |
|      | Kath. Pfarrkirche St. Michael  | Aichhalden, Kirchplatz 1 (Karte)         | 1675                    |              | BW |
|      | Gefallenendenkmal              | Aichhalden, bei Kirchplatz 1             | 1931                    |              |    |
|      | Wegkreuz                       | Aichhalden, bei Loch 4                   | 1881                    |              |    |
|      | Aichhalder Mühle               | Aichhalden, Loch 19 (Karte)              | 1792                    |              | BW |
|      | Kath. Pfarrhaus                | Aichhalden, Rathausstraße 6 (Karte)      | 1740                    |              | BW |
|      | Eindachhof                     | Aichhalden, Reißer 16 (Karte)            | 19. Jh.                 |              | BW |
|      | Wegkreuz                       | Aichhalden, bei Reißer 16                | 1890                    |              |    |
|      | Feuerwehrspritze               | Aichhalden, Reißerweg 3 (Karte)          | 1935                    |              | BW |
|      | Wegkreuz                       | Aichhalden, bei Reißerweg 9              | 1910                    |              |    |
|      | Wegkreuz                       | Aichhalden, bei Schachen 10              | 1851                    |              |    |
|      | Wegkreuz                       | Aichhalden, bei Schachen 16              | 1907                    |              |    |
|      | Wegkreuz                       | Aichhalden, bei Schachen 18              | 1891                    |              |    |
|      | Verkehrsweg Schiltacher Steige | Aichhalden, Schiltacher Steige           |                         |              |    |
|      | Lourdesgrotte                  | Aichhalden, Schramberger Weg             | 1897                    |              |    |
|      | Wegkreuz                       | Aichhalden, bei Schramberger Weg 10      | 1851                    |              |    |
|      | Friedhofskreuz                 | Aichhalden, bei Schramberger Weg 19      | 1. Hälfte des 20. Jh.   |              |    |
|      | Wegkreuz                       | Aichhalden, bei Schramberger Weg 20      | 1892                    |              |    |
|      | Bildstock                      | Aichhalden, bei Waldmössinger Straße 5/1 | Ende 19./Anfang 20. Jh. |              |    |
|      | Wegkreuz                       | Aichhalden, gegenüber Wanne 58           | 1885                    |              |    |
|      | Wegkreuz                       | Aichhalden, bei Weiher 6                 | 1875                    |              |    |
|      | Hofkapelle der Familie Storz   | Aichhalden, Weiher 8 (Karte)             | 1957/58                 |              | BW |
|      | Wegkreuz                       | Aichhalden, bei Weiher 14                | 1869                    |              |    |
|      | Zollhaus                       | Aichhalden, Zollhaus 1 (Karte)           | 18. Jh.                 |              | BW |
|      | Wegkreuz                       | Aichhalden, Zollhausstraße               | 1896                    |              |    |
|      | Wegkreuz                       | Aichhalden, bei Zollhausstraße 72        | 1856                    |              |    |

## Rötenberg
| Bild | Bezeichnung                  | Lage                                         | Datierung             | Beschreibung | ID |
| ---- | ---------------------------- | -------------------------------------------- | --------------------- | ------------ | -- |
|      | Brücke                       | Rötenberg, bei Alpirsbacher Straße 2 (Karte) | 1842                  |              | BW |
|      | Schmiedebrunnen              | Rötenberg, bei Alpirsbacher Straße 5 (Karte) | Um 1900               |              | BW |
|      | Quergeteiltes Einhaus        | Rötenberg, Alpirsbacher Straße 27 (Karte)    | 1653/54               |              | BW |
|      | Eindachhof                   | Rötenberg, Altenberger Straße 38 (Karte)     | 1842                  |              | BW |
|      | Quergeteiltes Einhaus        | Rötenberg, Altenberger Straße 45 (Karte)     | 18. Jh.               |              | BW |
|      | Viehwaage                    | Rötenberg, bei Bacher Straße 2               | 20. Jh.               |              |    |
|      | Bacherbrunnen                | Rötenberg, bei Bacher Straße 4               | Wohl 18. Jh.          |              |    |
|      | Quergeteiltes Einhaus        | Rötenberg, Brandsteig 1 (Karte)              | 18./19. Jh.           |              | BW |
|      | Ev. Pfarrkirche Heilig Kreuz | Rötenberg, Kirchgasse 3 (Karte)              | Ende des 15. Jh.      |              |    |
|      | römische Säulenreste         | Rötenberg, bei Kirchgasse 3                  |                       |              |    |
|      | Gefallenendenkmal            | Rötenberg, bei Kirchgasse 3 (Karte)          | 1922                  |              | BW |
|      | Kellerhaus                   | Rötenberg, Schmiedgasse 2 (Karte)            | 2. Hälfte des 19. Jh. |              | BW |
|      | Kreuzfirstgehöft             | Rötenberg, Zuberallmend 2 (Karte)            | 18./19. Jh.           |              | BW |